# اریک هیدن
اریک هیدن (به انگلیسی: Eric Heiden) ورزشکار مرد رشتهٔ اسکیت سرعتی اهل کشور ایالات متحده آمریکا است. وی در بین سال‌های ‎۱۹۸۰ میلادی در مسابقات بازی‌های المپیک زمستانی در مجموع ۵ مدال طلا را کسب کرد.